# Топольники
Топольники (словац. Topoľníky) — село в окрузі Дунайська Стреда Трнавського краю Словаччини. Площа села 34,82 км². Станом на 31 грудня 2015 року в селі проживало 3008 жителів.

## Історія
Перші згадки про село датуються 1421 роком.

## Географія
Протікають Клатовський рукав і канали Ґабчіково-Топольники й Бельський канал.

## Населення
| Рік:            | 1994. | 2004.   | 2014.   | 2024.   |
| --------------- | ----- | ------- | ------- | ------- |
| Кількість осіб: | 2991  | 3001    | 3018    | 3122    |
| Різниця:        |       | +0,33 % | +0,56 % | +3,44 % |

| Рік:            | 2023. | 2024.   |
| --------------- | ----- | ------- |
| Кількість осіб: | 3132  | 3122    |
| Різниця:        |       | -0,31 % |